# Нуоро (провінція)
Провінція Нуоро (італ. Provincia di Nuoro) — провінція в Італії, у регіоні Сардинія. 
Площа провінції — 3 934 км², населення — 159 432 осіб.
Столицею провінції є місто Нуоро.

## Основні муніципалітети
Найбільші за кількістю мешканців муніципалітети (ISTAT):
- Нуоро - 36.528 осіб
- Сініскола - 11.316 осіб
- Макомер - 10.881 осіб
- Доргалі - 8.190 осіб
- Ольєна - 7.800 осіб
- Орозеі - 6.206 осіб
- Оргозоло - 4.538 осіб
- Бітті - 4.481 осіб
- Фонні - 4.371 осіб
- Гавоі - 3.011 осіб
- Оруне - 3.000 осіб
- Гальтеллі - 2.731 осіб
- Ірголі - 2.700 осіб
- Мамоіада - 2.600 осіб
- Тонара - 2.400 осіб
- Оттана - 2.600 осіб